# 百済王玄鏡
百済王 玄鏡（くだらのこにきし げんきょう）は、奈良時代から平安時代初期にかけての貴族。官位は正四位下・刑部卿。

## 経歴
宝亀6年（775年）従五位下に叙爵する。
桓武朝初頭の延暦2年（783年）従五位上に昇叙される。少納言・右兵衛督を経て、延暦6年（787年）桓武天皇が交野に行幸した際に一族で百済楽を演奏し、玄鏡は正五位下に叙せられる。その後も、延暦8年（789年）正五位上、延暦9年（790年）従四位下と桓武朝前半に順調に昇進した。またこの間の延暦8年（789年）には上総守として地方官に遷っている。
延暦16年（797年）従四位上、延暦18年（799年）刑部卿に至る。

## 官歴
『六国史』による。
- 時期不詳：正六位上
- 宝亀6年（775年）正月16日：従五位下
- 延暦2年（783年）10月16日：従五位上
- 延暦4年（785年）正月27日：少納言
- 延暦5年（786年）正月28日：右兵衛督
- 延暦6年（787年）10月20日：正五位下
- 延暦8年（789年）正月6日：正五位上。2月4日：上総守
- 延暦9年（790年）2月27日：従四位下
- 延暦16年（797年）正月7日：従四位上
- 延暦18年（799年）9月10日：刑部卿